# Alain-Fournier
Alain-Fournier, właściwie Henri-Alban Fournier (ur. 3 października 1886 w La Chapelle-d’Angillon, zm. 22 września 1914 w okolicach Verdun) – francuski pisarz.

## Życiorys
Uczęszczał do francuskiej szkoły wojskowej École Navale w Brest a później do Lycée Lakanal pod Paryżem. W 1905 roku pełnił wolontariat w Londynie. Od roku 1909 był krytykiem literackim. W 1913 roku napisał jedną z najwybitniejszych powieści początku XX wieku Mój przyjaciel Meaulnes (Le Grand Meaulnes). W 1925 wydano drukiem jego korespondencję z Jacques’em Rivière.

## Twórczość
- 1925: Mój przyjaciel Meaulnes, powieść[1]
- 1922: Colombe Blanchet[1]
- 1924: Mirades, poezja[1]